# Golden Globe 1993
La 50ª edizione della cerimonia di premiazione di Golden Globe si è tenuta il 24 gennaio 1993 al Beverly Hilton Hotel di Beverly Hills, California.
Erin Hamilton, figlia di Carol Burnett, è stata la Golden Globe Ambassador dell'edizione.

## Premi per il cinema
Vengono di seguito indicati in grassetto i vincitori. Ove ricorrente e disponibile, viene indicato il titolo in lingua italiana e quello in lingua originale tra parentesi.

### Miglior film drammatico
- Scent of a Woman - Profumo di donna (Scent of a woman), regia di Martin Brest
- La moglie del soldato (The Crying Game), regia di Neil Jordan
- Codice d'onore (A Few Good Men), regia di Rob Reiner
- Casa Howard (Howards End), regia di James Ivory
- Gli spietati (Unforgiven), regia di Clint Eastwood

### Miglior film commedia o musicale
- I protagonisti (The Player), regia di Robert Altman
- Aladdin (Aladdin), regia di Ron Clements e John Musker
- Un incantevole aprile (Enchanted April), regia di Mike Newell
- Mi gioco la moglie... a Las Vegas (Honeymoon in Vegas), regia di Andrew Bergman
- Sister Act - Una svitata in abito da suora (Sister Act), regia di Emile Ardolino

### Miglior regista
- Clint Eastwood - Gli spietati (Unforgiven)
- Rob Reiner - Codice d'onore (A Few Good Men)
- James Ivory - Casa Howard (Howards End)
- Robert Altman - I protagonisti (The Player)
- Robert Redford - In mezzo scorre il fiume (A River Runs Through It)

### Miglior attore in un film drammatico
- Al Pacino - Scent of a Woman - Profumo di donna (Scent of a Woman)
- Robert Downey Jr. - Charlot (Chaplin)
- Tom Cruise - Codice d'onore (A Few Good Men)
- Jack Nicholson - Hoffa - Santo o mafioso? (Hoffa)
- Denzel Washington - Malcolm X (Malcolm X)

### Migliore attrice in un film drammatico
- Emma Thompson - Casa Howard (Howards End)
- Sharon Stone - Basic Instinct (Basic Instinct)
- Susan Sarandon - L'olio di Lorenzo (Lorenzo's Oil)
- Michelle Pfeiffer - Due sconosciuti, un destino (Love Field)
- Mary McDonnell - Amori e amicizie (Passion Fish)

### Miglior attore in un film commedia o musicale
- Tim Robbins - I protagonisti (The Player)
- Tim Robbins - Bob Roberts (Bob Roberts)
- Nicolas Cage - Mi gioco la moglie... a Las Vegas (Honeymoon in Vegas)
- Billy Crystal - Mr. sabato sera (Mr. Saturday Night)
- Marcello Mastroianni - La vedova americana (Used People)

### Migliore attrice in un film commedia o musicale
- Miranda Richardson - Un incantevole aprile (Enchanted April)
- Meryl Streep - La morte ti fa bella (Death Becomes Her)
- Geena Davis - Ragazze vincenti (A League of Their Own)
- Whoopi Goldberg - Sister Act - Una svitata in abito da suora (Sister Act)
- Shirley MacLaine - La vedova americana (Used People)

### Miglior attore non protagonista
- Gene Hackman - Gli spietati (Unforgiven)
- Jack Nicholson - Codice d'onore (A Few Good Men)
- Al Pacino - Americani (Glengarry Glen Ross)
- David Paymer - Mr. sabato sera (Mr. Saturday Night)
- Chris O'Donnell - Scent of a Woman - Profumo di donna (Scent of a Woman)

### Migliore attrice non protagonista
- Joan Plowright - Un incantevole aprile (Enchanted April)
- Geraldine Chaplin - Charlot (Chaplin)
- Miranda Richardson - Il danno (Damage)
- Judy Davis - Mariti e mogli (Husbands and Wives)
- Alfre Woodard - Amori e amicizie (Passion Fish)

### Migliore sceneggiatura
- Bo Goldman - Scent of a Woman - Profumo di donna (Scent of a Woman)
- Aaron Sorkin - Codice d'onore (A Few Good Men)
- Ruth Prawer Jhabvala - Casa Howard (Howards End)
- Michael Tolkin - I protagonisti (The Player)
- David Webb Peoples - Gli spietati (Unforgiven)

### Migliore colonna sonora originale
- Alan Menken - Aladdin (Aladdin)
- Vangelis - 1492: la conquista del paradiso (1492: Conquest of Paradise)
- Jerry Goldsmith - Basic Instinct
- John Barry - Charlot (Chaplin)
- Trevor Jones e Randy Edelman - L'ultimo dei Mohicani (The Last of the Mohicans)

### Migliore canzone originale
- A Whole New World, musica di Alan Menken e testo di Tim Rice - Aladdin (Aladdin)
- Friend Like Me, musica di Alan Menken e testo di Howard Ashman - Aladdin (Aladdin)
- Prince Ali, musica di Alan Menken e testo di Howard Ashman - Aladdin (Aladdin)
- This Used to Be My Playground, testo e musica di Madonna e Shep Pettibone - Ragazze vincenti (A League of Their Own)
- Beautiful Maria of My Soul, musica di Robert Kraft e testo di Arne Glimcher - I re del mambo (The Mambo Kings)

### Miglior film straniero
- Indocina (Indochine), regia di Régis Wargnier (Francia)
- Come l'acqua per il cioccolato (Como agua para chocolate), regia di Alfonso Arau (Messico)
- Schtonk!, regia di Helmut Dietl (Germania)
- Tutte le mattine del mondo (Tous les matins du monde), regia di Alain Corneau (Francia)
- Urga - Territorio d'amore (Urga), regia di Nikita Mikhalkov (Russia)

## Premi per la televisione
Vengono di seguito indicati in grassetto i vincitori. Ove ricorrente e disponibile, viene indicato il titolo in lingua italiana e quello in lingua originale tra parentesi.

### Miglior serie drammatica
- Un medico tra gli orsi (Northern Exposure)
- Beverly Hills 90210 (Beverly Hills, 90210)
- Homefront (Homefront)
- Io volerò via (I'll Fly Away)
- Sisters (Sisters)

### Miglior serie commedia o musicale
- Pappa e ciccia (Roseanne)
- Oltre il ponte (Brooklyn Bridge)
- Cin cin (Cheers)
- Evening Shade
- Murphy Brown

### Miglior mini-serie o film per la televisione
- Sinatra (Sinatra), regia di James Steven Sadwith
- Citizen Cohn (Citizen Cohn), regia di Frank Pierson
- Jewels (Jewels), regia di Roger Young
- Rose White (Miss Rose White), regia di Joseph Sargent
- Stalin (Stalin), regia di Ivan Passer

### Miglior attore in una serie drammatica
- Sam Waterston - Io volerò via (I'll Fly Away)
- Jason Priestley - Beverly Hills 90210 (Beverly Hills, 90210)
- Rob Morrow - Un medico tra gli orsi (Northern Exposure)
- Scott Bakula - In viaggio nel tempo (Quantum Leap)
- Mark Harmon - Ragionevoli dubbi (Reasonable Doubts)

### Miglior attore in una serie commedia o musicale
- John Goodman - Pappa e ciccia (Roseanne)
- Ted Danson - Cin cin (Cheers)
- Craig T. Nelson - Coach
- Burt Reynolds - Evening Shade
- Will Smith - Willy, il principe di Bel-Air (The Fresh Prince of Bel-Air)
- Tim Allen - Quell'uragano di papà (Home Improvement)
- Ed O'Neill - Sposati... con figli (Married with Children)

### Miglior attore in una mini-serie o film per la televisione
- Robert Duvall - Stalin
- James Woods - Citizen Cohn
- Anthony Andrews - Jewels
- Jon Voight - The Last of His Tribe (The Last of His Tribe)
- Philip Casnoff - Sinatra

### Miglior attrice in una serie drammatica
- Regina Taylor - Io volerò via (I'll Fly Away)
- Mariel Hemingway - Civil Wars
- Angela Lansbury - La signora in giallo (Murder, She Wrote)
- Janine Turner - Un medico tra gli orsi (Northern Exposure)
- Marlee Matlin - Ragionevoli dubbi (Reasonable Doubts)

### Miglior attrice in una serie commedia o musicale
- Roseanne - Pappa e ciccia (Roseanne)
- Kirstie Alley - Cin cin (Cheers)
- Helen Hunt - Innamorati pazzi (Mad About You)
- Katey Sagal - Sposati... con figli (Married with Children)
- Candice Bergen - Murphy Brown

### Miglior attrice in una mini-serie o film per la televisione
- Laura Dern - Afterburn
- Drew Barrymore - Bella e dannata (Guncrazy)
- Katharine Hepburn - The Man Upstairs (The Man Upstairs)
- Kyra Sedgwick - Rose White (Miss Rose White)
- Jessica Lange - Terra di pionieri (O Pioneers!)

### Miglior attore non protagonista in una serie
- Maximilian Schell - Stalin
- Earl Holliman - Delta
- John Corbett - Un medico tra gli orsi (Northern Exposure)
- Dean Stockwell - In viaggio nel tempo (Quantum Leap)
- Jason Alexander - Seinfeld
- Hume Cronyn - Neil Simon's "Broadway Bound" (Broadway Bound)

### Miglior attrice non protagonista in una serie
- Joan Plowright - Stalin
- Park Overall - Il cane di papà (Empty Nest)
- Laurie Metcalf - Pappa e ciccia (Roseanne)
- Gena Rowlands - Pazze d'amore (Crazy in Love)
- Amanda Plummer - Rose White (Miss Rose White)
- Olympia Dukakis - Sinatra

## Premi onorari
- Golden Globe alla carriera: Lauren Bacall
- Golden Globe Speciale: Robin Williams per il doppiaggio di Aladdin (Aladdin)